# Pył czasu
Pył czasu (tur. Küf) – turecko-niemiecki film fabularny z 2012 roku w reżyserii Alego Aydina.

## Opis fabuły
Bohaterem filmu jest Basri, wdowiec, który codziennie przemierza drogę wzdłuż torów kolejowych. Jego myśli skupiają się na synu, który zniknął wiele lat temu po tym, jak został aresztowany w czasie demonstracji studenckich w Stambule. Basri pisze listy w tej sprawie do urzędów państwowych. Komisarz, z którym spotyka się Basri informuje go o odnalezieniu zwłok jego syna.
Premiera filmu odbyła się na Międzynarodowym Festiwalu Filmowym w Wenecji. Polska premiera filmu odbyła się w ramach 19. Forum Kina Europejskiego CINERGIA w Łodzi.

## Obsada
- Ercan Kesal jako Basri
- Muhammet Uzuner jako Murat
- Tansu Biçer jako Cemil
- Ali Çoban jako Apo
- Cengiz Şahin jako Salih
- Serpil Göral
- Orçun Koray Kaygusuz

## Nagrody i nominacje
Międzynarodowy Festiwal Filmowy w Antalyi
- nagroda: najlepszy makijaż – Gila Benezra, Nimet Inkaya

Nagroda SIYAD przyznawana przez Tureckie Stowarzyszenie Krytyków Filmowych
- nagroda Ahmeta Uluçaya – Ali Aydin

Międzynarodowy Festiwal Filmowy w Wenecji
- nagroda Luigi De Laurentiisa – Ali Aydin